# کانتاجالو، توسکانی
کانتاجالو، توسکانی (به ایتالیایی: Cantagallo, Tuscany) یک کومونه در ایتالیا است که در استان پراتو واقع شده‌است.

## خصوصیات
کانتاجالو ۹۴٫۹ کیلومترمربع مساحت و ۲٬۸۲۲ نفر جمعیت دارد و ۴۲۳ متر بالاتر از سطح دریا واقع شده‌است.